# St. Mary's Village (Couva-Tabaquite-Talparo)
St. Mary's Village es una villa de Trinidad y Tobago, que forma parte de la región de Couva-Tabaquite-Talparo.

## Geografía
La villa abarca parte de la isla Trinidad y limita al norte con Carapichaima, al sur con Buccarro, al este con Freeport y al oeste con Mc Bean.

## Demografía
Datos demográficos de la villa de St. Mary's Village:
| Gráfica de evolución demográfica de St. Mary's Village entre 2000 y 2011 |
|                                                                          |